# Nuova Scena (reality)
Nuova Scena, conosciuto anche come Nuova Scena - Rhythm + Flow Italia, è un reality a tema musicale prodotto e distribuito da Netflix Italia a partire dal 2024.
È il primo adattamento italiano di un format originale Netflix, Rhythm + Flow.

## Il programma
Lungo le puntate del talent show, gli artisti Fabri Fibra, Geolier e Rose Villain hanno rivestito il ruolo di giudici, ascoltando e giudicando un gruppo selezionato di rapper emergenti italiani, che erano in competizione fra loro per vincere un premio di 100.000 euro. Nei vari episodi, i tre rapper sono stati affiancati da alcuni ospiti, che hanno preso parte al programma come giudici aggiuntivi, o hanno collaborato direttamente con i concorrenti.
Durante la registrazione dei primi quattro episodi, i giudici del talent show si sono recati, rispettivamente, a Roma, Napoli e Milano per le prime selezioni dei partecipanti, venendo affiancanti da alcuni ospiti; in questa fase, i rapper e le rapper partecipanti sono anche stati intervistati di persona, avendo così la possibilità di raccontare le proprie storie di vita. Nei tre episodi seguenti, invece, i concorrenti selezionati hanno dovuto partecipare a delle prove di freestyle e registrazione di videoclip originali, oltre a dover esibirsi in collaborazioni con altri rapper celebri (Guè, Madame, Marracash e Noyz Narcos) e in rap battle, a cui i partecipanti hanno avuto una notte di tempo per prepararsi. Nella puntata finale, invece, i tre finalisti hanno dovuto presentare un brano inedito.
L'8 maggio 2024, tramite i profili social di Netflix, è stata annunciata la produzione di una seconda edizione che andrà in onda nel 2025. Il 4 giugno successivo, viene invece riconfermata la giuria della prima edizione composta da: Geolier, Fabri Fibra e Rose Villain.

## Sviluppo
Nuova Scena è stato concepito come adattamento italiano di un format originale Netflix, Rhythm + Flow, trasmesso inizialmente negli Stati Uniti nell'ottobre del 2019, per poi essere replicato in Francia, con il nome Nouvelle École, nel giugno del 2022. Il programma è stato diretto da Alessio Muzi, e hanno partecipato alla scrittura gli autori Dino Clemente, Matteo Lenardon, Paola Papa, Antonio Vicaretti, Chiara Guerra, Vincenzo Majorana e Marina Pagliari.
Il programma è stato annunciato per la prima volta nel giugno del 2023: in tale occasione, sono stati rivelati i nomi dei tre giudici (Fabri Fibra, Geolier e Rose Villain), l'anno di pubblicazione e il numero di episodi della serie.
Poiché l'hub italiano di Netflix non è soggetto alle stesse norme di censura della televisione statunitense, ai concorrenti dello show non è stato chiesto di censurare le volgarità nei loro testi.

## Edizioni
| Edizione | Distributore | Giudici | Giudici     | Giudici      | Periodo          | Periodo        | Puntate | Rapper | Vincitore |
| Edizione | Distributore | Giudici | Giudici     | Giudici      | Inizio           | Fine           | Puntate | Rapper | Vincitore |
| -------- | ------------ | ------- | ----------- | ------------ | ---------------- | -------------- | ------- | ------ | --------- |
| 1ª       | Netflix      | Geolier | Fabri Fibra | Rose Villain | 19 febbraio 2024 | 4 marzo 2024   | 8       | 27     | Kid Lost  |
| 2ª       | Netflix      | Geolier | Fabri Fibra | Rose Villain | 31 marzo 2025    | 14 aprile 2025 | 8       | 26     | Cuta      |

## Giudici
- Fabri Fibra, rapper
- Geolier, rapper
- Rose Villain, cantautrice

## Prima edizione (2024)

### Concorrenti
| Rapper         | Rapper                          | Rapper | Rapper      | Rapper                       |
| Nome d'arte    | Nome                            | Età    | Auditions   | Classifica                   |
| -------------- | ------------------------------- | ------ | ----------- | ---------------------------- |
| Kid Lost       | Graziano Landolfi               | 23     | Napoli      | Vincitore                    |
| Jelecrois      | Mariateresa Pini                | 24     | Napoli      | Seconda classificata         |
| Elmatadormc7   | Dylan Nicolas Potenza           | 20     | Roma        | Terzo classificato           |
| Spender        | Gianluca Lisci                  | 30     | Roma        | Eliminato in semifinale      |
| Grein          | Gianluca Iannetti               | 23     | Roma        | Eliminato ai Videoclip       |
| Dubrazil       | Martina Vedani                  | 20     | Milano      | Eliminati alle Battle        |
| Fata           | Flavia Paolini                  | 20     | Roma        | Eliminati alle Battle        |
| Ince           | Simone Liberatori               | 22     | Pre-casting | Eliminati alle Battle        |
| Capozanarky    | Vincenzo Furiano                | 18     | Napoli      | Eliminati alle Battle        |
| Christian Revo | Christian Della Torre           | 25     | Napoli      | Eliminati alle Battle        |
| Yannis         | Yannis Marceline Pietroleonardo | 24     | Milano      | Eliminati al Cypher          |
| Sir Prodige    | Salvatore Napoli                | 17     | Pre-casting | Eliminati al Cypher          |
| Flaza          | Flavia Zardetto                 | 22     | Roma        | Eliminati al Cypher          |
| Suspect CB     | Michael Anno Obeng              | 20     | Roma        | Eliminati al Cypher          |
| Enny P         | Penelophe Luz Pesaresi          | 21     | Pre-casting | Eliminati alle Auditions     |
| Nooz           | Damiano Di Giammarco            | 23     | Roma        | Eliminati alle Auditions     |
| Caciah         | Dario Caciagli                  | 23     | Milano      | Eliminati alle Auditions     |
| Made           | Manuel Del Grosso               | 22     | Milano      | Eliminati alle Auditions     |
| Ciro Zero      | Ciro Ferrantino                 | 24     | Napoli      | Eliminati alle Auditions     |
| Mavie          | Maria Vittoria Trifogli         | 25     | Pre-casting | Eliminati alle Auditions     |
| Glauco         | Gianmarco Borettini             | 25     | Milano      | Eliminati alle Pre-Auditions |
| LB Prada       | Luca Benvenuto                  | 22     | Napoli      | Eliminati alle Pre-Auditions |
| Xhovana        | Xhovana Frashnaj                | 25     | Milano      | Eliminati alle Pre-Auditions |
| Lehxon         | Emanuele Gallo                  | 21     | Roma        | Eliminati alle Pre-Auditions |
| Regazzino      | Luca D'Innocenzo                | 22     | Roma        | Eliminati alle Pre-Auditions |
| Crisi          | Cristian Ranisi                 | 18     | Napoli      | Eliminati alle Pre-Auditions |
| O'Tsunami      | Federico Petrone                | 24     | Napoli      | Eliminati alle Pre-Auditions |

### Tabellone delle eliminazioni
Legenda:
 Scelto/a da Geolier
 Scelto/a da Rose Villain
 Scelto/a da Fabri Fibra
 Scelto/a tramite Casting
     Accede alle auditions
     Supera le auditions/cypher
     Partecipa al cypher
     Vince la battle
     Eliminato/a
| PRE-AUDITIONS  | AUDITIONS | CYPHER                                    | BATTLES                                   | VIDEOCLIP                                 | SEMIFINALE - DUETTI                           | FINALE                                        |                                               |                                               |                                               |                                               |                                               |                                               |                                               |                                               |                                               |                                               |                                               |                                               |                                               |                                               |                                               |                                               |                                               |                                               |                                               |                                               |                                               |                                               |                                               |                                               |                                               |                                               |                                               |                                               |                                               |                                               |                                               |                                               |                                               |                                               |                                               |                                               |                                               |                                               |                                               |                                               |                                               |                                               |                                               |                                               |                                               |                                               |                                               |                                               |                                               |                                               |                                               |                                               |                                               |                                               |                                               |                                               |                                               |                                               |                                               |                                               |                                        |
| Kid Lost       |           |                                           | N.D.                                      |                                           | Semifinalisti                                 | Finalista                                     | VINCITORE                                     |                                               |                                               |                                               |                                               |                                               |                                               |                                               |                                               |                                               |                                               |                                               |                                               |                                               |                                               |                                               |                                               |                                               |                                               |                                               |                                               |                                               |                                               |                                               |                                               |                                               |                                               |                                               |                                               |                                               |                                               |                                               |                                               |                                               |                                               |                                               |                                               |                                               |                                               |                                               |                                               |                                               |                                               |                                               |                                               |                                               |                                               |                                               |                                               |                                               |                                               |                                               |                                               |                                               |                                               |                                               |                                               |                                               |                                               |                                               |                                        |
| Jelecrois      |           |                                           | N.D.                                      |                                           | Semifinalisti                                 | Finalista                                     | SECONDA CLASSIFICATA                          |                                               |                                               |                                               |                                               |                                               |                                               |                                               |                                               |                                               |                                               |                                               |                                               |                                               |                                               |                                               |                                               |                                               |                                               |                                               |                                               |                                               |                                               |                                               |                                               |                                               |                                               |                                               |                                               |                                               |                                               |                                               |                                               |                                               |                                               |                                               |                                               |                                               |                                               |                                               |                                               |                                               |                                               |                                               |                                               |                                               |                                               |                                               |                                               |                                               |                                               |                                               |                                               |                                               |                                               |                                               |                                               |                                               |                                               |                                               |                                        |
| Elmatadormc7   |           |                                           | N.D.                                      |                                           | Semifinalisti                                 | Finalista                                     | TERZO CLASSIFICATO                            |                                               |                                               |                                               |                                               |                                               |                                               |                                               |                                               |                                               |                                               |                                               |                                               |                                               |                                               |                                               |                                               |                                               |                                               |                                               |                                               |                                               |                                               |                                               |                                               |                                               |                                               |                                               |                                               |                                               |                                               |                                               |                                               |                                               |                                               |                                               |                                               |                                               |                                               |                                               |                                               |                                               |                                               |                                               |                                               |                                               |                                               |                                               |                                               |                                               |                                               |                                               |                                               |                                               |                                               |                                               |                                               |                                               |                                               |                                               |                                        |
| Spender        |           |                                           |                                           |                                           | Semifinalisti                                 | [ 12 ]                                        | PERDE la sfida tra duetti (Semifinale)        | PERDE la sfida tra duetti (Semifinale)        | PERDE la sfida tra duetti (Semifinale)        | PERDE la sfida tra duetti (Semifinale)        | PERDE la sfida tra duetti (Semifinale)        | PERDE la sfida tra duetti (Semifinale)        | PERDE la sfida tra duetti (Semifinale)        | PERDE la sfida tra duetti (Semifinale)        | PERDE la sfida tra duetti (Semifinale)        | PERDE la sfida tra duetti (Semifinale)        | PERDE la sfida tra duetti (Semifinale)        | PERDE la sfida tra duetti (Semifinale)        | PERDE la sfida tra duetti (Semifinale)        | PERDE la sfida tra duetti (Semifinale)        | PERDE la sfida tra duetti (Semifinale)        | PERDE la sfida tra duetti (Semifinale)        | PERDE la sfida tra duetti (Semifinale)        | PERDE la sfida tra duetti (Semifinale)        | PERDE la sfida tra duetti (Semifinale)        | PERDE la sfida tra duetti (Semifinale)        | PERDE la sfida tra duetti (Semifinale)        | PERDE la sfida tra duetti (Semifinale)        | PERDE la sfida tra duetti (Semifinale)        | PERDE la sfida tra duetti (Semifinale)        | PERDE la sfida tra duetti (Semifinale)        | PERDE la sfida tra duetti (Semifinale)        | PERDE la sfida tra duetti (Semifinale)        | PERDE la sfida tra duetti (Semifinale)        | PERDE la sfida tra duetti (Semifinale)        | PERDE la sfida tra duetti (Semifinale)        | PERDE la sfida tra duetti (Semifinale)        | PERDE la sfida tra duetti (Semifinale)        | PERDE la sfida tra duetti (Semifinale)        | PERDE la sfida tra duetti (Semifinale)        | PERDE la sfida tra duetti (Semifinale)        | PERDE la sfida tra duetti (Semifinale)        | PERDE la sfida tra duetti (Semifinale)        | PERDE la sfida tra duetti (Semifinale)        | PERDE la sfida tra duetti (Semifinale)        | PERDE la sfida tra duetti (Semifinale)        | PERDE la sfida tra duetti (Semifinale)        | PERDE la sfida tra duetti (Semifinale)        | PERDE la sfida tra duetti (Semifinale)        | PERDE la sfida tra duetti (Semifinale)        | PERDE la sfida tra duetti (Semifinale)        | PERDE la sfida tra duetti (Semifinale)        | PERDE la sfida tra duetti (Semifinale)        | PERDE la sfida tra duetti (Semifinale)        | PERDE la sfida tra duetti (Semifinale)        | PERDE la sfida tra duetti (Semifinale)        | PERDE la sfida tra duetti (Semifinale)        | PERDE la sfida tra duetti (Semifinale)        | PERDE la sfida tra duetti (Semifinale)        | PERDE la sfida tra duetti (Semifinale)        | PERDE la sfida tra duetti (Semifinale)        | PERDE la sfida tra duetti (Semifinale)        | PERDE la sfida tra duetti (Semifinale)        | PERDE la sfida tra duetti (Semifinale)        | PERDE la sfida tra duetti (Semifinale)        | PERDE la sfida tra duetti (Semifinale)        | PERDE la sfida tra duetti (Semifinale) |
| Grein          |           |                                           | N.D.                                      | [ 13 ]                                    |                                               | ELIMINATO per volere della giuria (Puntata 6) | ELIMINATO per volere della giuria (Puntata 6) | ELIMINATO per volere della giuria (Puntata 6) | ELIMINATO per volere della giuria (Puntata 6) | ELIMINATO per volere della giuria (Puntata 6) | ELIMINATO per volere della giuria (Puntata 6) | ELIMINATO per volere della giuria (Puntata 6) | ELIMINATO per volere della giuria (Puntata 6) | ELIMINATO per volere della giuria (Puntata 6) | ELIMINATO per volere della giuria (Puntata 6) | ELIMINATO per volere della giuria (Puntata 6) | ELIMINATO per volere della giuria (Puntata 6) | ELIMINATO per volere della giuria (Puntata 6) | ELIMINATO per volere della giuria (Puntata 6) | ELIMINATO per volere della giuria (Puntata 6) | ELIMINATO per volere della giuria (Puntata 6) | ELIMINATO per volere della giuria (Puntata 6) | ELIMINATO per volere della giuria (Puntata 6) | ELIMINATO per volere della giuria (Puntata 6) | ELIMINATO per volere della giuria (Puntata 6) | ELIMINATO per volere della giuria (Puntata 6) | ELIMINATO per volere della giuria (Puntata 6) | ELIMINATO per volere della giuria (Puntata 6) | ELIMINATO per volere della giuria (Puntata 6) | ELIMINATO per volere della giuria (Puntata 6) | ELIMINATO per volere della giuria (Puntata 6) | ELIMINATO per volere della giuria (Puntata 6) | ELIMINATO per volere della giuria (Puntata 6) | ELIMINATO per volere della giuria (Puntata 6) | ELIMINATO per volere della giuria (Puntata 6) | ELIMINATO per volere della giuria (Puntata 6) | ELIMINATO per volere della giuria (Puntata 6) | ELIMINATO per volere della giuria (Puntata 6) | ELIMINATO per volere della giuria (Puntata 6) | ELIMINATO per volere della giuria (Puntata 6) | ELIMINATO per volere della giuria (Puntata 6) | ELIMINATO per volere della giuria (Puntata 6) | ELIMINATO per volere della giuria (Puntata 6) | ELIMINATO per volere della giuria (Puntata 6) | ELIMINATO per volere della giuria (Puntata 6) | ELIMINATO per volere della giuria (Puntata 6) | ELIMINATO per volere della giuria (Puntata 6) | ELIMINATO per volere della giuria (Puntata 6) | ELIMINATO per volere della giuria (Puntata 6) | ELIMINATO per volere della giuria (Puntata 6) | ELIMINATO per volere della giuria (Puntata 6) | ELIMINATO per volere della giuria (Puntata 6) | ELIMINATO per volere della giuria (Puntata 6) | ELIMINATO per volere della giuria (Puntata 6) | ELIMINATO per volere della giuria (Puntata 6) | ELIMINATO per volere della giuria (Puntata 6) | ELIMINATO per volere della giuria (Puntata 6) | ELIMINATO per volere della giuria (Puntata 6) | ELIMINATO per volere della giuria (Puntata 6) | ELIMINATO per volere della giuria (Puntata 6) | ELIMINATO per volere della giuria (Puntata 6) | ELIMINATO per volere della giuria (Puntata 6) | ELIMINATO per volere della giuria (Puntata 6) | ELIMINATO per volere della giuria (Puntata 6) | ELIMINATO per volere della giuria (Puntata 6) | ELIMINATO per volere della giuria (Puntata 6) |                                        |
| Dubrazil       |           |                                           | N.D.                                      | [ 14 ]                                    | ELIMINATE per volere della giuria (Puntata 5) | ELIMINATE per volere della giuria (Puntata 5) | ELIMINATE per volere della giuria (Puntata 5) | ELIMINATE per volere della giuria (Puntata 5) | ELIMINATE per volere della giuria (Puntata 5) | ELIMINATE per volere della giuria (Puntata 5) | ELIMINATE per volere della giuria (Puntata 5) | ELIMINATE per volere della giuria (Puntata 5) | ELIMINATE per volere della giuria (Puntata 5) | ELIMINATE per volere della giuria (Puntata 5) | ELIMINATE per volere della giuria (Puntata 5) | ELIMINATE per volere della giuria (Puntata 5) | ELIMINATE per volere della giuria (Puntata 5) | ELIMINATE per volere della giuria (Puntata 5) | ELIMINATE per volere della giuria (Puntata 5) | ELIMINATE per volere della giuria (Puntata 5) | ELIMINATE per volere della giuria (Puntata 5) | ELIMINATE per volere della giuria (Puntata 5) | ELIMINATE per volere della giuria (Puntata 5) | ELIMINATE per volere della giuria (Puntata 5) | ELIMINATE per volere della giuria (Puntata 5) | ELIMINATE per volere della giuria (Puntata 5) | ELIMINATE per volere della giuria (Puntata 5) | ELIMINATE per volere della giuria (Puntata 5) | ELIMINATE per volere della giuria (Puntata 5) | ELIMINATE per volere della giuria (Puntata 5) | ELIMINATE per volere della giuria (Puntata 5) | ELIMINATE per volere della giuria (Puntata 5) | ELIMINATE per volere della giuria (Puntata 5) | ELIMINATE per volere della giuria (Puntata 5) | ELIMINATE per volere della giuria (Puntata 5) | ELIMINATE per volere della giuria (Puntata 5) | ELIMINATE per volere della giuria (Puntata 5) | ELIMINATE per volere della giuria (Puntata 5) | ELIMINATE per volere della giuria (Puntata 5) | ELIMINATE per volere della giuria (Puntata 5) | ELIMINATE per volere della giuria (Puntata 5) | ELIMINATE per volere della giuria (Puntata 5) | ELIMINATE per volere della giuria (Puntata 5) | ELIMINATE per volere della giuria (Puntata 5) | ELIMINATE per volere della giuria (Puntata 5) | ELIMINATE per volere della giuria (Puntata 5) | ELIMINATE per volere della giuria (Puntata 5) | ELIMINATE per volere della giuria (Puntata 5) | ELIMINATE per volere della giuria (Puntata 5) | ELIMINATE per volere della giuria (Puntata 5) | ELIMINATE per volere della giuria (Puntata 5) | ELIMINATE per volere della giuria (Puntata 5) | ELIMINATE per volere della giuria (Puntata 5) | ELIMINATE per volere della giuria (Puntata 5) | ELIMINATE per volere della giuria (Puntata 5) | ELIMINATE per volere della giuria (Puntata 5) | ELIMINATE per volere della giuria (Puntata 5) | ELIMINATE per volere della giuria (Puntata 5) | ELIMINATE per volere della giuria (Puntata 5) | ELIMINATE per volere della giuria (Puntata 5) | ELIMINATE per volere della giuria (Puntata 5) | ELIMINATE per volere della giuria (Puntata 5) | ELIMINATE per volere della giuria (Puntata 5) | ELIMINATE per volere della giuria (Puntata 5) | ELIMINATE per volere della giuria (Puntata 5) |                                               |                                        |
| Fata           |           |                                           | N.D.                                      | [ 14 ]                                    | ELIMINATE per volere della giuria (Puntata 5) | ELIMINATE per volere della giuria (Puntata 5) | ELIMINATE per volere della giuria (Puntata 5) | ELIMINATE per volere della giuria (Puntata 5) | ELIMINATE per volere della giuria (Puntata 5) | ELIMINATE per volere della giuria (Puntata 5) | ELIMINATE per volere della giuria (Puntata 5) | ELIMINATE per volere della giuria (Puntata 5) | ELIMINATE per volere della giuria (Puntata 5) | ELIMINATE per volere della giuria (Puntata 5) | ELIMINATE per volere della giuria (Puntata 5) | ELIMINATE per volere della giuria (Puntata 5) | ELIMINATE per volere della giuria (Puntata 5) | ELIMINATE per volere della giuria (Puntata 5) | ELIMINATE per volere della giuria (Puntata 5) | ELIMINATE per volere della giuria (Puntata 5) | ELIMINATE per volere della giuria (Puntata 5) | ELIMINATE per volere della giuria (Puntata 5) | ELIMINATE per volere della giuria (Puntata 5) | ELIMINATE per volere della giuria (Puntata 5) | ELIMINATE per volere della giuria (Puntata 5) | ELIMINATE per volere della giuria (Puntata 5) | ELIMINATE per volere della giuria (Puntata 5) | ELIMINATE per volere della giuria (Puntata 5) | ELIMINATE per volere della giuria (Puntata 5) | ELIMINATE per volere della giuria (Puntata 5) | ELIMINATE per volere della giuria (Puntata 5) | ELIMINATE per volere della giuria (Puntata 5) | ELIMINATE per volere della giuria (Puntata 5) | ELIMINATE per volere della giuria (Puntata 5) | ELIMINATE per volere della giuria (Puntata 5) | ELIMINATE per volere della giuria (Puntata 5) | ELIMINATE per volere della giuria (Puntata 5) | ELIMINATE per volere della giuria (Puntata 5) | ELIMINATE per volere della giuria (Puntata 5) | ELIMINATE per volere della giuria (Puntata 5) | ELIMINATE per volere della giuria (Puntata 5) | ELIMINATE per volere della giuria (Puntata 5) | ELIMINATE per volere della giuria (Puntata 5) | ELIMINATE per volere della giuria (Puntata 5) | ELIMINATE per volere della giuria (Puntata 5) | ELIMINATE per volere della giuria (Puntata 5) | ELIMINATE per volere della giuria (Puntata 5) | ELIMINATE per volere della giuria (Puntata 5) | ELIMINATE per volere della giuria (Puntata 5) | ELIMINATE per volere della giuria (Puntata 5) | ELIMINATE per volere della giuria (Puntata 5) | ELIMINATE per volere della giuria (Puntata 5) | ELIMINATE per volere della giuria (Puntata 5) | ELIMINATE per volere della giuria (Puntata 5) | ELIMINATE per volere della giuria (Puntata 5) | ELIMINATE per volere della giuria (Puntata 5) | ELIMINATE per volere della giuria (Puntata 5) | ELIMINATE per volere della giuria (Puntata 5) | ELIMINATE per volere della giuria (Puntata 5) | ELIMINATE per volere della giuria (Puntata 5) | ELIMINATE per volere della giuria (Puntata 5) | ELIMINATE per volere della giuria (Puntata 5) | ELIMINATE per volere della giuria (Puntata 5) | ELIMINATE per volere della giuria (Puntata 5) | ELIMINATE per volere della giuria (Puntata 5) |                                               |                                        |
| Ince           |           |                                           |                                           |                                           | PERDE la sfida contro El Matador (Puntata 5)  | PERDE la sfida contro El Matador (Puntata 5)  | PERDE la sfida contro El Matador (Puntata 5)  | PERDE la sfida contro El Matador (Puntata 5)  | PERDE la sfida contro El Matador (Puntata 5)  | PERDE la sfida contro El Matador (Puntata 5)  | PERDE la sfida contro El Matador (Puntata 5)  | PERDE la sfida contro El Matador (Puntata 5)  | PERDE la sfida contro El Matador (Puntata 5)  | PERDE la sfida contro El Matador (Puntata 5)  | PERDE la sfida contro El Matador (Puntata 5)  | PERDE la sfida contro El Matador (Puntata 5)  | PERDE la sfida contro El Matador (Puntata 5)  | PERDE la sfida contro El Matador (Puntata 5)  | PERDE la sfida contro El Matador (Puntata 5)  | PERDE la sfida contro El Matador (Puntata 5)  | PERDE la sfida contro El Matador (Puntata 5)  | PERDE la sfida contro El Matador (Puntata 5)  | PERDE la sfida contro El Matador (Puntata 5)  | PERDE la sfida contro El Matador (Puntata 5)  | PERDE la sfida contro El Matador (Puntata 5)  | PERDE la sfida contro El Matador (Puntata 5)  | PERDE la sfida contro El Matador (Puntata 5)  | PERDE la sfida contro El Matador (Puntata 5)  | PERDE la sfida contro El Matador (Puntata 5)  | PERDE la sfida contro El Matador (Puntata 5)  | PERDE la sfida contro El Matador (Puntata 5)  | PERDE la sfida contro El Matador (Puntata 5)  | PERDE la sfida contro El Matador (Puntata 5)  | PERDE la sfida contro El Matador (Puntata 5)  | PERDE la sfida contro El Matador (Puntata 5)  | PERDE la sfida contro El Matador (Puntata 5)  | PERDE la sfida contro El Matador (Puntata 5)  | PERDE la sfida contro El Matador (Puntata 5)  | PERDE la sfida contro El Matador (Puntata 5)  | PERDE la sfida contro El Matador (Puntata 5)  | PERDE la sfida contro El Matador (Puntata 5)  | PERDE la sfida contro El Matador (Puntata 5)  | PERDE la sfida contro El Matador (Puntata 5)  | PERDE la sfida contro El Matador (Puntata 5)  | PERDE la sfida contro El Matador (Puntata 5)  | PERDE la sfida contro El Matador (Puntata 5)  | PERDE la sfida contro El Matador (Puntata 5)  | PERDE la sfida contro El Matador (Puntata 5)  | PERDE la sfida contro El Matador (Puntata 5)  | PERDE la sfida contro El Matador (Puntata 5)  | PERDE la sfida contro El Matador (Puntata 5)  | PERDE la sfida contro El Matador (Puntata 5)  | PERDE la sfida contro El Matador (Puntata 5)  | PERDE la sfida contro El Matador (Puntata 5)  | PERDE la sfida contro El Matador (Puntata 5)  | PERDE la sfida contro El Matador (Puntata 5)  | PERDE la sfida contro El Matador (Puntata 5)  | PERDE la sfida contro El Matador (Puntata 5)  | PERDE la sfida contro El Matador (Puntata 5)  | PERDE la sfida contro El Matador (Puntata 5)  | PERDE la sfida contro El Matador (Puntata 5)  | PERDE la sfida contro El Matador (Puntata 5)  | PERDE la sfida contro El Matador (Puntata 5)  | PERDE la sfida contro El Matador (Puntata 5)  | PERDE la sfida contro El Matador (Puntata 5)  |                                               |                                        |
| Capozanarky    |           |                                           | N.D.                                      |                                           | PERDE la sfida contro Jelecrois (Puntata 5)   | PERDE la sfida contro Jelecrois (Puntata 5)   | PERDE la sfida contro Jelecrois (Puntata 5)   | PERDE la sfida contro Jelecrois (Puntata 5)   | PERDE la sfida contro Jelecrois (Puntata 5)   | PERDE la sfida contro Jelecrois (Puntata 5)   | PERDE la sfida contro Jelecrois (Puntata 5)   | PERDE la sfida contro Jelecrois (Puntata 5)   | PERDE la sfida contro Jelecrois (Puntata 5)   | PERDE la sfida contro Jelecrois (Puntata 5)   | PERDE la sfida contro Jelecrois (Puntata 5)   | PERDE la sfida contro Jelecrois (Puntata 5)   | PERDE la sfida contro Jelecrois (Puntata 5)   | PERDE la sfida contro Jelecrois (Puntata 5)   | PERDE la sfida contro Jelecrois (Puntata 5)   | PERDE la sfida contro Jelecrois (Puntata 5)   | PERDE la sfida contro Jelecrois (Puntata 5)   | PERDE la sfida contro Jelecrois (Puntata 5)   | PERDE la sfida contro Jelecrois (Puntata 5)   | PERDE la sfida contro Jelecrois (Puntata 5)   | PERDE la sfida contro Jelecrois (Puntata 5)   | PERDE la sfida contro Jelecrois (Puntata 5)   | PERDE la sfida contro Jelecrois (Puntata 5)   | PERDE la sfida contro Jelecrois (Puntata 5)   | PERDE la sfida contro Jelecrois (Puntata 5)   | PERDE la sfida contro Jelecrois (Puntata 5)   | PERDE la sfida contro Jelecrois (Puntata 5)   | PERDE la sfida contro Jelecrois (Puntata 5)   | PERDE la sfida contro Jelecrois (Puntata 5)   | PERDE la sfida contro Jelecrois (Puntata 5)   | PERDE la sfida contro Jelecrois (Puntata 5)   | PERDE la sfida contro Jelecrois (Puntata 5)   | PERDE la sfida contro Jelecrois (Puntata 5)   | PERDE la sfida contro Jelecrois (Puntata 5)   | PERDE la sfida contro Jelecrois (Puntata 5)   | PERDE la sfida contro Jelecrois (Puntata 5)   | PERDE la sfida contro Jelecrois (Puntata 5)   | PERDE la sfida contro Jelecrois (Puntata 5)   | PERDE la sfida contro Jelecrois (Puntata 5)   | PERDE la sfida contro Jelecrois (Puntata 5)   | PERDE la sfida contro Jelecrois (Puntata 5)   | PERDE la sfida contro Jelecrois (Puntata 5)   | PERDE la sfida contro Jelecrois (Puntata 5)   | PERDE la sfida contro Jelecrois (Puntata 5)   | PERDE la sfida contro Jelecrois (Puntata 5)   | PERDE la sfida contro Jelecrois (Puntata 5)   | PERDE la sfida contro Jelecrois (Puntata 5)   | PERDE la sfida contro Jelecrois (Puntata 5)   | PERDE la sfida contro Jelecrois (Puntata 5)   | PERDE la sfida contro Jelecrois (Puntata 5)   | PERDE la sfida contro Jelecrois (Puntata 5)   | PERDE la sfida contro Jelecrois (Puntata 5)   | PERDE la sfida contro Jelecrois (Puntata 5)   | PERDE la sfida contro Jelecrois (Puntata 5)   | PERDE la sfida contro Jelecrois (Puntata 5)   | PERDE la sfida contro Jelecrois (Puntata 5)   | PERDE la sfida contro Jelecrois (Puntata 5)   | PERDE la sfida contro Jelecrois (Puntata 5)   | PERDE la sfida contro Jelecrois (Puntata 5)   | PERDE la sfida contro Jelecrois (Puntata 5)   | PERDE la sfida contro Jelecrois (Puntata 5)   |                                               |                                        |
| Christian Revo |           |                                           | N.D.                                      |                                           | PERDE la sfida contro Kid Lost (Puntata 5)    | PERDE la sfida contro Kid Lost (Puntata 5)    | PERDE la sfida contro Kid Lost (Puntata 5)    | PERDE la sfida contro Kid Lost (Puntata 5)    | PERDE la sfida contro Kid Lost (Puntata 5)    | PERDE la sfida contro Kid Lost (Puntata 5)    | PERDE la sfida contro Kid Lost (Puntata 5)    | PERDE la sfida contro Kid Lost (Puntata 5)    | PERDE la sfida contro Kid Lost (Puntata 5)    | PERDE la sfida contro Kid Lost (Puntata 5)    | PERDE la sfida contro Kid Lost (Puntata 5)    | PERDE la sfida contro Kid Lost (Puntata 5)    | PERDE la sfida contro Kid Lost (Puntata 5)    | PERDE la sfida contro Kid Lost (Puntata 5)    | PERDE la sfida contro Kid Lost (Puntata 5)    | PERDE la sfida contro Kid Lost (Puntata 5)    | PERDE la sfida contro Kid Lost (Puntata 5)    | PERDE la sfida contro Kid Lost (Puntata 5)    | PERDE la sfida contro Kid Lost (Puntata 5)    | PERDE la sfida contro Kid Lost (Puntata 5)    | PERDE la sfida contro Kid Lost (Puntata 5)    | PERDE la sfida contro Kid Lost (Puntata 5)    | PERDE la sfida contro Kid Lost (Puntata 5)    | PERDE la sfida contro Kid Lost (Puntata 5)    | PERDE la sfida contro Kid Lost (Puntata 5)    | PERDE la sfida contro Kid Lost (Puntata 5)    | PERDE la sfida contro Kid Lost (Puntata 5)    | PERDE la sfida contro Kid Lost (Puntata 5)    | PERDE la sfida contro Kid Lost (Puntata 5)    | PERDE la sfida contro Kid Lost (Puntata 5)    | PERDE la sfida contro Kid Lost (Puntata 5)    | PERDE la sfida contro Kid Lost (Puntata 5)    | PERDE la sfida contro Kid Lost (Puntata 5)    | PERDE la sfida contro Kid Lost (Puntata 5)    | PERDE la sfida contro Kid Lost (Puntata 5)    | PERDE la sfida contro Kid Lost (Puntata 5)    | PERDE la sfida contro Kid Lost (Puntata 5)    | PERDE la sfida contro Kid Lost (Puntata 5)    | PERDE la sfida contro Kid Lost (Puntata 5)    | PERDE la sfida contro Kid Lost (Puntata 5)    | PERDE la sfida contro Kid Lost (Puntata 5)    | PERDE la sfida contro Kid Lost (Puntata 5)    | PERDE la sfida contro Kid Lost (Puntata 5)    | PERDE la sfida contro Kid Lost (Puntata 5)    | PERDE la sfida contro Kid Lost (Puntata 5)    | PERDE la sfida contro Kid Lost (Puntata 5)    | PERDE la sfida contro Kid Lost (Puntata 5)    | PERDE la sfida contro Kid Lost (Puntata 5)    | PERDE la sfida contro Kid Lost (Puntata 5)    | PERDE la sfida contro Kid Lost (Puntata 5)    | PERDE la sfida contro Kid Lost (Puntata 5)    | PERDE la sfida contro Kid Lost (Puntata 5)    | PERDE la sfida contro Kid Lost (Puntata 5)    | PERDE la sfida contro Kid Lost (Puntata 5)    | PERDE la sfida contro Kid Lost (Puntata 5)    | PERDE la sfida contro Kid Lost (Puntata 5)    | PERDE la sfida contro Kid Lost (Puntata 5)    | PERDE la sfida contro Kid Lost (Puntata 5)    | PERDE la sfida contro Kid Lost (Puntata 5)    | PERDE la sfida contro Kid Lost (Puntata 5)    | PERDE la sfida contro Kid Lost (Puntata 5)    |                                               |                                        |
| Sir Prodige    |           |                                           |                                           | NON superano il Cypher (Puntata 5)        | NON superano il Cypher (Puntata 5)            | NON superano il Cypher (Puntata 5)            | NON superano il Cypher (Puntata 5)            | NON superano il Cypher (Puntata 5)            | NON superano il Cypher (Puntata 5)            | NON superano il Cypher (Puntata 5)            | NON superano il Cypher (Puntata 5)            | NON superano il Cypher (Puntata 5)            | NON superano il Cypher (Puntata 5)            | NON superano il Cypher (Puntata 5)            | NON superano il Cypher (Puntata 5)            | NON superano il Cypher (Puntata 5)            | NON superano il Cypher (Puntata 5)            | NON superano il Cypher (Puntata 5)            | NON superano il Cypher (Puntata 5)            | NON superano il Cypher (Puntata 5)            | NON superano il Cypher (Puntata 5)            | NON superano il Cypher (Puntata 5)            | NON superano il Cypher (Puntata 5)            | NON superano il Cypher (Puntata 5)            | NON superano il Cypher (Puntata 5)            | NON superano il Cypher (Puntata 5)            | NON superano il Cypher (Puntata 5)            | NON superano il Cypher (Puntata 5)            | NON superano il Cypher (Puntata 5)            | NON superano il Cypher (Puntata 5)            | NON superano il Cypher (Puntata 5)            | NON superano il Cypher (Puntata 5)            | NON superano il Cypher (Puntata 5)            | NON superano il Cypher (Puntata 5)            | NON superano il Cypher (Puntata 5)            | NON superano il Cypher (Puntata 5)            | NON superano il Cypher (Puntata 5)            | NON superano il Cypher (Puntata 5)            | NON superano il Cypher (Puntata 5)            | NON superano il Cypher (Puntata 5)            | NON superano il Cypher (Puntata 5)            | NON superano il Cypher (Puntata 5)            | NON superano il Cypher (Puntata 5)            | NON superano il Cypher (Puntata 5)            | NON superano il Cypher (Puntata 5)            | NON superano il Cypher (Puntata 5)            | NON superano il Cypher (Puntata 5)            | NON superano il Cypher (Puntata 5)            | NON superano il Cypher (Puntata 5)            | NON superano il Cypher (Puntata 5)            | NON superano il Cypher (Puntata 5)            | NON superano il Cypher (Puntata 5)            | NON superano il Cypher (Puntata 5)            | NON superano il Cypher (Puntata 5)            | NON superano il Cypher (Puntata 5)            | NON superano il Cypher (Puntata 5)            | NON superano il Cypher (Puntata 5)            | NON superano il Cypher (Puntata 5)            | NON superano il Cypher (Puntata 5)            | NON superano il Cypher (Puntata 5)            | NON superano il Cypher (Puntata 5)            | NON superano il Cypher (Puntata 5)            | NON superano il Cypher (Puntata 5)            | NON superano il Cypher (Puntata 5)            |                                               |                                               |                                        |
| Yannis         |           |                                           |                                           | NON superano il Cypher (Puntata 5)        | NON superano il Cypher (Puntata 5)            | NON superano il Cypher (Puntata 5)            | NON superano il Cypher (Puntata 5)            | NON superano il Cypher (Puntata 5)            | NON superano il Cypher (Puntata 5)            | NON superano il Cypher (Puntata 5)            | NON superano il Cypher (Puntata 5)            | NON superano il Cypher (Puntata 5)            | NON superano il Cypher (Puntata 5)            | NON superano il Cypher (Puntata 5)            | NON superano il Cypher (Puntata 5)            | NON superano il Cypher (Puntata 5)            | NON superano il Cypher (Puntata 5)            | NON superano il Cypher (Puntata 5)            | NON superano il Cypher (Puntata 5)            | NON superano il Cypher (Puntata 5)            | NON superano il Cypher (Puntata 5)            | NON superano il Cypher (Puntata 5)            | NON superano il Cypher (Puntata 5)            | NON superano il Cypher (Puntata 5)            | NON superano il Cypher (Puntata 5)            | NON superano il Cypher (Puntata 5)            | NON superano il Cypher (Puntata 5)            | NON superano il Cypher (Puntata 5)            | NON superano il Cypher (Puntata 5)            | NON superano il Cypher (Puntata 5)            | NON superano il Cypher (Puntata 5)            | NON superano il Cypher (Puntata 5)            | NON superano il Cypher (Puntata 5)            | NON superano il Cypher (Puntata 5)            | NON superano il Cypher (Puntata 5)            | NON superano il Cypher (Puntata 5)            | NON superano il Cypher (Puntata 5)            | NON superano il Cypher (Puntata 5)            | NON superano il Cypher (Puntata 5)            | NON superano il Cypher (Puntata 5)            | NON superano il Cypher (Puntata 5)            | NON superano il Cypher (Puntata 5)            | NON superano il Cypher (Puntata 5)            | NON superano il Cypher (Puntata 5)            | NON superano il Cypher (Puntata 5)            | NON superano il Cypher (Puntata 5)            | NON superano il Cypher (Puntata 5)            | NON superano il Cypher (Puntata 5)            | NON superano il Cypher (Puntata 5)            | NON superano il Cypher (Puntata 5)            | NON superano il Cypher (Puntata 5)            | NON superano il Cypher (Puntata 5)            | NON superano il Cypher (Puntata 5)            | NON superano il Cypher (Puntata 5)            | NON superano il Cypher (Puntata 5)            | NON superano il Cypher (Puntata 5)            | NON superano il Cypher (Puntata 5)            | NON superano il Cypher (Puntata 5)            | NON superano il Cypher (Puntata 5)            | NON superano il Cypher (Puntata 5)            | NON superano il Cypher (Puntata 5)            | NON superano il Cypher (Puntata 5)            | NON superano il Cypher (Puntata 5)            | NON superano il Cypher (Puntata 5)            |                                               |                                               |                                        |
| Flaza          |           |                                           |                                           | NON superano il Cypher (Puntata 5)        | NON superano il Cypher (Puntata 5)            | NON superano il Cypher (Puntata 5)            | NON superano il Cypher (Puntata 5)            | NON superano il Cypher (Puntata 5)            | NON superano il Cypher (Puntata 5)            | NON superano il Cypher (Puntata 5)            | NON superano il Cypher (Puntata 5)            | NON superano il Cypher (Puntata 5)            | NON superano il Cypher (Puntata 5)            | NON superano il Cypher (Puntata 5)            | NON superano il Cypher (Puntata 5)            | NON superano il Cypher (Puntata 5)            | NON superano il Cypher (Puntata 5)            | NON superano il Cypher (Puntata 5)            | NON superano il Cypher (Puntata 5)            | NON superano il Cypher (Puntata 5)            | NON superano il Cypher (Puntata 5)            | NON superano il Cypher (Puntata 5)            | NON superano il Cypher (Puntata 5)            | NON superano il Cypher (Puntata 5)            | NON superano il Cypher (Puntata 5)            | NON superano il Cypher (Puntata 5)            | NON superano il Cypher (Puntata 5)            | NON superano il Cypher (Puntata 5)            | NON superano il Cypher (Puntata 5)            | NON superano il Cypher (Puntata 5)            | NON superano il Cypher (Puntata 5)            | NON superano il Cypher (Puntata 5)            | NON superano il Cypher (Puntata 5)            | NON superano il Cypher (Puntata 5)            | NON superano il Cypher (Puntata 5)            | NON superano il Cypher (Puntata 5)            | NON superano il Cypher (Puntata 5)            | NON superano il Cypher (Puntata 5)            | NON superano il Cypher (Puntata 5)            | NON superano il Cypher (Puntata 5)            | NON superano il Cypher (Puntata 5)            | NON superano il Cypher (Puntata 5)            | NON superano il Cypher (Puntata 5)            | NON superano il Cypher (Puntata 5)            | NON superano il Cypher (Puntata 5)            | NON superano il Cypher (Puntata 5)            | NON superano il Cypher (Puntata 5)            | NON superano il Cypher (Puntata 5)            | NON superano il Cypher (Puntata 5)            | NON superano il Cypher (Puntata 5)            | NON superano il Cypher (Puntata 5)            | NON superano il Cypher (Puntata 5)            | NON superano il Cypher (Puntata 5)            | NON superano il Cypher (Puntata 5)            | NON superano il Cypher (Puntata 5)            | NON superano il Cypher (Puntata 5)            | NON superano il Cypher (Puntata 5)            | NON superano il Cypher (Puntata 5)            | NON superano il Cypher (Puntata 5)            | NON superano il Cypher (Puntata 5)            | NON superano il Cypher (Puntata 5)            | NON superano il Cypher (Puntata 5)            | NON superano il Cypher (Puntata 5)            | NON superano il Cypher (Puntata 5)            |                                               |                                               |                                        |
| Suspect CB     |           |                                           |                                           | NON superano il Cypher (Puntata 5)        | NON superano il Cypher (Puntata 5)            | NON superano il Cypher (Puntata 5)            | NON superano il Cypher (Puntata 5)            | NON superano il Cypher (Puntata 5)            | NON superano il Cypher (Puntata 5)            | NON superano il Cypher (Puntata 5)            | NON superano il Cypher (Puntata 5)            | NON superano il Cypher (Puntata 5)            | NON superano il Cypher (Puntata 5)            | NON superano il Cypher (Puntata 5)            | NON superano il Cypher (Puntata 5)            | NON superano il Cypher (Puntata 5)            | NON superano il Cypher (Puntata 5)            | NON superano il Cypher (Puntata 5)            | NON superano il Cypher (Puntata 5)            | NON superano il Cypher (Puntata 5)            | NON superano il Cypher (Puntata 5)            | NON superano il Cypher (Puntata 5)            | NON superano il Cypher (Puntata 5)            | NON superano il Cypher (Puntata 5)            | NON superano il Cypher (Puntata 5)            | NON superano il Cypher (Puntata 5)            | NON superano il Cypher (Puntata 5)            | NON superano il Cypher (Puntata 5)            | NON superano il Cypher (Puntata 5)            | NON superano il Cypher (Puntata 5)            | NON superano il Cypher (Puntata 5)            | NON superano il Cypher (Puntata 5)            | NON superano il Cypher (Puntata 5)            | NON superano il Cypher (Puntata 5)            | NON superano il Cypher (Puntata 5)            | NON superano il Cypher (Puntata 5)            | NON superano il Cypher (Puntata 5)            | NON superano il Cypher (Puntata 5)            | NON superano il Cypher (Puntata 5)            | NON superano il Cypher (Puntata 5)            | NON superano il Cypher (Puntata 5)            | NON superano il Cypher (Puntata 5)            | NON superano il Cypher (Puntata 5)            | NON superano il Cypher (Puntata 5)            | NON superano il Cypher (Puntata 5)            | NON superano il Cypher (Puntata 5)            | NON superano il Cypher (Puntata 5)            | NON superano il Cypher (Puntata 5)            | NON superano il Cypher (Puntata 5)            | NON superano il Cypher (Puntata 5)            | NON superano il Cypher (Puntata 5)            | NON superano il Cypher (Puntata 5)            | NON superano il Cypher (Puntata 5)            | NON superano il Cypher (Puntata 5)            | NON superano il Cypher (Puntata 5)            | NON superano il Cypher (Puntata 5)            | NON superano il Cypher (Puntata 5)            | NON superano il Cypher (Puntata 5)            | NON superano il Cypher (Puntata 5)            | NON superano il Cypher (Puntata 5)            | NON superano il Cypher (Puntata 5)            | NON superano il Cypher (Puntata 5)            | NON superano il Cypher (Puntata 5)            | NON superano il Cypher (Puntata 5)            |                                               |                                               |                                        |
| Enny P         |           |                                           | NON superano le auditions (Puntata 4)     | NON superano le auditions (Puntata 4)     | NON superano le auditions (Puntata 4)         | NON superano le auditions (Puntata 4)         | NON superano le auditions (Puntata 4)         | NON superano le auditions (Puntata 4)         | NON superano le auditions (Puntata 4)         | NON superano le auditions (Puntata 4)         | NON superano le auditions (Puntata 4)         | NON superano le auditions (Puntata 4)         | NON superano le auditions (Puntata 4)         | NON superano le auditions (Puntata 4)         | NON superano le auditions (Puntata 4)         | NON superano le auditions (Puntata 4)         | NON superano le auditions (Puntata 4)         | NON superano le auditions (Puntata 4)         | NON superano le auditions (Puntata 4)         | NON superano le auditions (Puntata 4)         | NON superano le auditions (Puntata 4)         | NON superano le auditions (Puntata 4)         | NON superano le auditions (Puntata 4)         | NON superano le auditions (Puntata 4)         | NON superano le auditions (Puntata 4)         | NON superano le auditions (Puntata 4)         | NON superano le auditions (Puntata 4)         | NON superano le auditions (Puntata 4)         | NON superano le auditions (Puntata 4)         | NON superano le auditions (Puntata 4)         | NON superano le auditions (Puntata 4)         | NON superano le auditions (Puntata 4)         | NON superano le auditions (Puntata 4)         | NON superano le auditions (Puntata 4)         | NON superano le auditions (Puntata 4)         | NON superano le auditions (Puntata 4)         | NON superano le auditions (Puntata 4)         | NON superano le auditions (Puntata 4)         | NON superano le auditions (Puntata 4)         | NON superano le auditions (Puntata 4)         | NON superano le auditions (Puntata 4)         | NON superano le auditions (Puntata 4)         | NON superano le auditions (Puntata 4)         | NON superano le auditions (Puntata 4)         | NON superano le auditions (Puntata 4)         | NON superano le auditions (Puntata 4)         | NON superano le auditions (Puntata 4)         | NON superano le auditions (Puntata 4)         | NON superano le auditions (Puntata 4)         | NON superano le auditions (Puntata 4)         | NON superano le auditions (Puntata 4)         | NON superano le auditions (Puntata 4)         | NON superano le auditions (Puntata 4)         | NON superano le auditions (Puntata 4)         | NON superano le auditions (Puntata 4)         | NON superano le auditions (Puntata 4)         | NON superano le auditions (Puntata 4)         | NON superano le auditions (Puntata 4)         | NON superano le auditions (Puntata 4)         | NON superano le auditions (Puntata 4)         | NON superano le auditions (Puntata 4)         | NON superano le auditions (Puntata 4)         | NON superano le auditions (Puntata 4)         |                                               |                                               |                                               |                                        |
| Nooz           |           |                                           | NON superano le auditions (Puntata 4)     | NON superano le auditions (Puntata 4)     | NON superano le auditions (Puntata 4)         | NON superano le auditions (Puntata 4)         | NON superano le auditions (Puntata 4)         | NON superano le auditions (Puntata 4)         | NON superano le auditions (Puntata 4)         | NON superano le auditions (Puntata 4)         | NON superano le auditions (Puntata 4)         | NON superano le auditions (Puntata 4)         | NON superano le auditions (Puntata 4)         | NON superano le auditions (Puntata 4)         | NON superano le auditions (Puntata 4)         | NON superano le auditions (Puntata 4)         | NON superano le auditions (Puntata 4)         | NON superano le auditions (Puntata 4)         | NON superano le auditions (Puntata 4)         | NON superano le auditions (Puntata 4)         | NON superano le auditions (Puntata 4)         | NON superano le auditions (Puntata 4)         | NON superano le auditions (Puntata 4)         | NON superano le auditions (Puntata 4)         | NON superano le auditions (Puntata 4)         | NON superano le auditions (Puntata 4)         | NON superano le auditions (Puntata 4)         | NON superano le auditions (Puntata 4)         | NON superano le auditions (Puntata 4)         | NON superano le auditions (Puntata 4)         | NON superano le auditions (Puntata 4)         | NON superano le auditions (Puntata 4)         | NON superano le auditions (Puntata 4)         | NON superano le auditions (Puntata 4)         | NON superano le auditions (Puntata 4)         | NON superano le auditions (Puntata 4)         | NON superano le auditions (Puntata 4)         | NON superano le auditions (Puntata 4)         | NON superano le auditions (Puntata 4)         | NON superano le auditions (Puntata 4)         | NON superano le auditions (Puntata 4)         | NON superano le auditions (Puntata 4)         | NON superano le auditions (Puntata 4)         | NON superano le auditions (Puntata 4)         | NON superano le auditions (Puntata 4)         | NON superano le auditions (Puntata 4)         | NON superano le auditions (Puntata 4)         | NON superano le auditions (Puntata 4)         | NON superano le auditions (Puntata 4)         | NON superano le auditions (Puntata 4)         | NON superano le auditions (Puntata 4)         | NON superano le auditions (Puntata 4)         | NON superano le auditions (Puntata 4)         | NON superano le auditions (Puntata 4)         | NON superano le auditions (Puntata 4)         | NON superano le auditions (Puntata 4)         | NON superano le auditions (Puntata 4)         | NON superano le auditions (Puntata 4)         | NON superano le auditions (Puntata 4)         | NON superano le auditions (Puntata 4)         | NON superano le auditions (Puntata 4)         | NON superano le auditions (Puntata 4)         | NON superano le auditions (Puntata 4)         |                                               |                                               |                                               |                                        |
| Caciah         |           |                                           | NON superano le auditions (Puntata 4)     | NON superano le auditions (Puntata 4)     | NON superano le auditions (Puntata 4)         | NON superano le auditions (Puntata 4)         | NON superano le auditions (Puntata 4)         | NON superano le auditions (Puntata 4)         | NON superano le auditions (Puntata 4)         | NON superano le auditions (Puntata 4)         | NON superano le auditions (Puntata 4)         | NON superano le auditions (Puntata 4)         | NON superano le auditions (Puntata 4)         | NON superano le auditions (Puntata 4)         | NON superano le auditions (Puntata 4)         | NON superano le auditions (Puntata 4)         | NON superano le auditions (Puntata 4)         | NON superano le auditions (Puntata 4)         | NON superano le auditions (Puntata 4)         | NON superano le auditions (Puntata 4)         | NON superano le auditions (Puntata 4)         | NON superano le auditions (Puntata 4)         | NON superano le auditions (Puntata 4)         | NON superano le auditions (Puntata 4)         | NON superano le auditions (Puntata 4)         | NON superano le auditions (Puntata 4)         | NON superano le auditions (Puntata 4)         | NON superano le auditions (Puntata 4)         | NON superano le auditions (Puntata 4)         | NON superano le auditions (Puntata 4)         | NON superano le auditions (Puntata 4)         | NON superano le auditions (Puntata 4)         | NON superano le auditions (Puntata 4)         | NON superano le auditions (Puntata 4)         | NON superano le auditions (Puntata 4)         | NON superano le auditions (Puntata 4)         | NON superano le auditions (Puntata 4)         | NON superano le auditions (Puntata 4)         | NON superano le auditions (Puntata 4)         | NON superano le auditions (Puntata 4)         | NON superano le auditions (Puntata 4)         | NON superano le auditions (Puntata 4)         | NON superano le auditions (Puntata 4)         | NON superano le auditions (Puntata 4)         | NON superano le auditions (Puntata 4)         | NON superano le auditions (Puntata 4)         | NON superano le auditions (Puntata 4)         | NON superano le auditions (Puntata 4)         | NON superano le auditions (Puntata 4)         | NON superano le auditions (Puntata 4)         | NON superano le auditions (Puntata 4)         | NON superano le auditions (Puntata 4)         | NON superano le auditions (Puntata 4)         | NON superano le auditions (Puntata 4)         | NON superano le auditions (Puntata 4)         | NON superano le auditions (Puntata 4)         | NON superano le auditions (Puntata 4)         | NON superano le auditions (Puntata 4)         | NON superano le auditions (Puntata 4)         | NON superano le auditions (Puntata 4)         | NON superano le auditions (Puntata 4)         | NON superano le auditions (Puntata 4)         | NON superano le auditions (Puntata 4)         |                                               |                                               |                                               |                                        |
| Made           |           |                                           | NON superano le auditions (Puntata 4)     | NON superano le auditions (Puntata 4)     | NON superano le auditions (Puntata 4)         | NON superano le auditions (Puntata 4)         | NON superano le auditions (Puntata 4)         | NON superano le auditions (Puntata 4)         | NON superano le auditions (Puntata 4)         | NON superano le auditions (Puntata 4)         | NON superano le auditions (Puntata 4)         | NON superano le auditions (Puntata 4)         | NON superano le auditions (Puntata 4)         | NON superano le auditions (Puntata 4)         | NON superano le auditions (Puntata 4)         | NON superano le auditions (Puntata 4)         | NON superano le auditions (Puntata 4)         | NON superano le auditions (Puntata 4)         | NON superano le auditions (Puntata 4)         | NON superano le auditions (Puntata 4)         | NON superano le auditions (Puntata 4)         | NON superano le auditions (Puntata 4)         | NON superano le auditions (Puntata 4)         | NON superano le auditions (Puntata 4)         | NON superano le auditions (Puntata 4)         | NON superano le auditions (Puntata 4)         | NON superano le auditions (Puntata 4)         | NON superano le auditions (Puntata 4)         | NON superano le auditions (Puntata 4)         | NON superano le auditions (Puntata 4)         | NON superano le auditions (Puntata 4)         | NON superano le auditions (Puntata 4)         | NON superano le auditions (Puntata 4)         | NON superano le auditions (Puntata 4)         | NON superano le auditions (Puntata 4)         | NON superano le auditions (Puntata 4)         | NON superano le auditions (Puntata 4)         | NON superano le auditions (Puntata 4)         | NON superano le auditions (Puntata 4)         | NON superano le auditions (Puntata 4)         | NON superano le auditions (Puntata 4)         | NON superano le auditions (Puntata 4)         | NON superano le auditions (Puntata 4)         | NON superano le auditions (Puntata 4)         | NON superano le auditions (Puntata 4)         | NON superano le auditions (Puntata 4)         | NON superano le auditions (Puntata 4)         | NON superano le auditions (Puntata 4)         | NON superano le auditions (Puntata 4)         | NON superano le auditions (Puntata 4)         | NON superano le auditions (Puntata 4)         | NON superano le auditions (Puntata 4)         | NON superano le auditions (Puntata 4)         | NON superano le auditions (Puntata 4)         | NON superano le auditions (Puntata 4)         | NON superano le auditions (Puntata 4)         | NON superano le auditions (Puntata 4)         | NON superano le auditions (Puntata 4)         | NON superano le auditions (Puntata 4)         | NON superano le auditions (Puntata 4)         | NON superano le auditions (Puntata 4)         | NON superano le auditions (Puntata 4)         | NON superano le auditions (Puntata 4)         |                                               |                                               |                                               |                                        |
| Ciro Zero      |           |                                           | NON superano le auditions (Puntata 4)     | NON superano le auditions (Puntata 4)     | NON superano le auditions (Puntata 4)         | NON superano le auditions (Puntata 4)         | NON superano le auditions (Puntata 4)         | NON superano le auditions (Puntata 4)         | NON superano le auditions (Puntata 4)         | NON superano le auditions (Puntata 4)         | NON superano le auditions (Puntata 4)         | NON superano le auditions (Puntata 4)         | NON superano le auditions (Puntata 4)         | NON superano le auditions (Puntata 4)         | NON superano le auditions (Puntata 4)         | NON superano le auditions (Puntata 4)         | NON superano le auditions (Puntata 4)         | NON superano le auditions (Puntata 4)         | NON superano le auditions (Puntata 4)         | NON superano le auditions (Puntata 4)         | NON superano le auditions (Puntata 4)         | NON superano le auditions (Puntata 4)         | NON superano le auditions (Puntata 4)         | NON superano le auditions (Puntata 4)         | NON superano le auditions (Puntata 4)         | NON superano le auditions (Puntata 4)         | NON superano le auditions (Puntata 4)         | NON superano le auditions (Puntata 4)         | NON superano le auditions (Puntata 4)         | NON superano le auditions (Puntata 4)         | NON superano le auditions (Puntata 4)         | NON superano le auditions (Puntata 4)         | NON superano le auditions (Puntata 4)         | NON superano le auditions (Puntata 4)         | NON superano le auditions (Puntata 4)         | NON superano le auditions (Puntata 4)         | NON superano le auditions (Puntata 4)         | NON superano le auditions (Puntata 4)         | NON superano le auditions (Puntata 4)         | NON superano le auditions (Puntata 4)         | NON superano le auditions (Puntata 4)         | NON superano le auditions (Puntata 4)         | NON superano le auditions (Puntata 4)         | NON superano le auditions (Puntata 4)         | NON superano le auditions (Puntata 4)         | NON superano le auditions (Puntata 4)         | NON superano le auditions (Puntata 4)         | NON superano le auditions (Puntata 4)         | NON superano le auditions (Puntata 4)         | NON superano le auditions (Puntata 4)         | NON superano le auditions (Puntata 4)         | NON superano le auditions (Puntata 4)         | NON superano le auditions (Puntata 4)         | NON superano le auditions (Puntata 4)         | NON superano le auditions (Puntata 4)         | NON superano le auditions (Puntata 4)         | NON superano le auditions (Puntata 4)         | NON superano le auditions (Puntata 4)         | NON superano le auditions (Puntata 4)         | NON superano le auditions (Puntata 4)         | NON superano le auditions (Puntata 4)         | NON superano le auditions (Puntata 4)         | NON superano le auditions (Puntata 4)         |                                               |                                               |                                               |                                        |
| Mavie          |           |                                           | NON supera le auditions (Puntata 3)       | NON supera le auditions (Puntata 3)       | NON supera le auditions (Puntata 3)           | NON supera le auditions (Puntata 3)           | NON supera le auditions (Puntata 3)           | NON supera le auditions (Puntata 3)           | NON supera le auditions (Puntata 3)           | NON supera le auditions (Puntata 3)           | NON supera le auditions (Puntata 3)           | NON supera le auditions (Puntata 3)           | NON supera le auditions (Puntata 3)           | NON supera le auditions (Puntata 3)           | NON supera le auditions (Puntata 3)           | NON supera le auditions (Puntata 3)           | NON supera le auditions (Puntata 3)           | NON supera le auditions (Puntata 3)           | NON supera le auditions (Puntata 3)           | NON supera le auditions (Puntata 3)           | NON supera le auditions (Puntata 3)           | NON supera le auditions (Puntata 3)           | NON supera le auditions (Puntata 3)           | NON supera le auditions (Puntata 3)           | NON supera le auditions (Puntata 3)           | NON supera le auditions (Puntata 3)           | NON supera le auditions (Puntata 3)           | NON supera le auditions (Puntata 3)           | NON supera le auditions (Puntata 3)           | NON supera le auditions (Puntata 3)           | NON supera le auditions (Puntata 3)           | NON supera le auditions (Puntata 3)           | NON supera le auditions (Puntata 3)           | NON supera le auditions (Puntata 3)           | NON supera le auditions (Puntata 3)           | NON supera le auditions (Puntata 3)           | NON supera le auditions (Puntata 3)           | NON supera le auditions (Puntata 3)           | NON supera le auditions (Puntata 3)           | NON supera le auditions (Puntata 3)           | NON supera le auditions (Puntata 3)           | NON supera le auditions (Puntata 3)           | NON supera le auditions (Puntata 3)           | NON supera le auditions (Puntata 3)           | NON supera le auditions (Puntata 3)           | NON supera le auditions (Puntata 3)           | NON supera le auditions (Puntata 3)           | NON supera le auditions (Puntata 3)           | NON supera le auditions (Puntata 3)           | NON supera le auditions (Puntata 3)           | NON supera le auditions (Puntata 3)           | NON supera le auditions (Puntata 3)           | NON supera le auditions (Puntata 3)           | NON supera le auditions (Puntata 3)           | NON supera le auditions (Puntata 3)           | NON supera le auditions (Puntata 3)           | NON supera le auditions (Puntata 3)           | NON supera le auditions (Puntata 3)           | NON supera le auditions (Puntata 3)           | NON supera le auditions (Puntata 3)           | NON supera le auditions (Puntata 3)           | NON supera le auditions (Puntata 3)           | NON supera le auditions (Puntata 3)           |                                               |                                               |                                               |                                        |
|                |           |                                           |                                           |                                           |                                               |                                               |                                               |                                               |                                               |                                               |                                               |                                               |                                               |                                               |                                               |                                               |                                               |                                               |                                               |                                               |                                               |                                               |                                               |                                               |                                               |                                               |                                               |                                               |                                               |                                               |                                               |                                               |                                               |                                               |                                               |                                               |                                               |                                               |                                               |                                               |                                               |                                               |                                               |                                               |                                               |                                               |                                               |                                               |                                               |                                               |                                               |                                               |                                               |                                               |                                               |                                               |                                               |                                               |                                               |                                               |                                               |                                               |                                               |                                               |                                               |                                               |                                        |
| Regazzino      |           | NON superano le pre-auditions (Puntata 3) | NON superano le pre-auditions (Puntata 3) | NON superano le pre-auditions (Puntata 3) | NON superano le pre-auditions (Puntata 3)     | NON superano le pre-auditions (Puntata 3)     | NON superano le pre-auditions (Puntata 3)     | NON superano le pre-auditions (Puntata 3)     | NON superano le pre-auditions (Puntata 3)     | NON superano le pre-auditions (Puntata 3)     | NON superano le pre-auditions (Puntata 3)     | NON superano le pre-auditions (Puntata 3)     | NON superano le pre-auditions (Puntata 3)     | NON superano le pre-auditions (Puntata 3)     | NON superano le pre-auditions (Puntata 3)     | NON superano le pre-auditions (Puntata 3)     | NON superano le pre-auditions (Puntata 3)     | NON superano le pre-auditions (Puntata 3)     | NON superano le pre-auditions (Puntata 3)     | NON superano le pre-auditions (Puntata 3)     | NON superano le pre-auditions (Puntata 3)     | NON superano le pre-auditions (Puntata 3)     | NON superano le pre-auditions (Puntata 3)     | NON superano le pre-auditions (Puntata 3)     | NON superano le pre-auditions (Puntata 3)     | NON superano le pre-auditions (Puntata 3)     | NON superano le pre-auditions (Puntata 3)     | NON superano le pre-auditions (Puntata 3)     | NON superano le pre-auditions (Puntata 3)     | NON superano le pre-auditions (Puntata 3)     | NON superano le pre-auditions (Puntata 3)     | NON superano le pre-auditions (Puntata 3)     | NON superano le pre-auditions (Puntata 3)     | NON superano le pre-auditions (Puntata 3)     | NON superano le pre-auditions (Puntata 3)     | NON superano le pre-auditions (Puntata 3)     | NON superano le pre-auditions (Puntata 3)     | NON superano le pre-auditions (Puntata 3)     | NON superano le pre-auditions (Puntata 3)     | NON superano le pre-auditions (Puntata 3)     | NON superano le pre-auditions (Puntata 3)     | NON superano le pre-auditions (Puntata 3)     | NON superano le pre-auditions (Puntata 3)     | NON superano le pre-auditions (Puntata 3)     | NON superano le pre-auditions (Puntata 3)     | NON superano le pre-auditions (Puntata 3)     | NON superano le pre-auditions (Puntata 3)     | NON superano le pre-auditions (Puntata 3)     | NON superano le pre-auditions (Puntata 3)     | NON superano le pre-auditions (Puntata 3)     | NON superano le pre-auditions (Puntata 3)     | NON superano le pre-auditions (Puntata 3)     | NON superano le pre-auditions (Puntata 3)     | NON superano le pre-auditions (Puntata 3)     | NON superano le pre-auditions (Puntata 3)     | NON superano le pre-auditions (Puntata 3)     | NON superano le pre-auditions (Puntata 3)     | NON superano le pre-auditions (Puntata 3)     | NON superano le pre-auditions (Puntata 3)     | NON superano le pre-auditions (Puntata 3)     | NON superano le pre-auditions (Puntata 3)     | NON superano le pre-auditions (Puntata 3)     |                                               |                                               |                                               |                                               |                                        |
| Crisi          |           | NON superano le pre-auditions (Puntata 3) | NON superano le pre-auditions (Puntata 3) | NON superano le pre-auditions (Puntata 3) | NON superano le pre-auditions (Puntata 3)     | NON superano le pre-auditions (Puntata 3)     | NON superano le pre-auditions (Puntata 3)     | NON superano le pre-auditions (Puntata 3)     | NON superano le pre-auditions (Puntata 3)     | NON superano le pre-auditions (Puntata 3)     | NON superano le pre-auditions (Puntata 3)     | NON superano le pre-auditions (Puntata 3)     | NON superano le pre-auditions (Puntata 3)     | NON superano le pre-auditions (Puntata 3)     | NON superano le pre-auditions (Puntata 3)     | NON superano le pre-auditions (Puntata 3)     | NON superano le pre-auditions (Puntata 3)     | NON superano le pre-auditions (Puntata 3)     | NON superano le pre-auditions (Puntata 3)     | NON superano le pre-auditions (Puntata 3)     | NON superano le pre-auditions (Puntata 3)     | NON superano le pre-auditions (Puntata 3)     | NON superano le pre-auditions (Puntata 3)     | NON superano le pre-auditions (Puntata 3)     | NON superano le pre-auditions (Puntata 3)     | NON superano le pre-auditions (Puntata 3)     | NON superano le pre-auditions (Puntata 3)     | NON superano le pre-auditions (Puntata 3)     | NON superano le pre-auditions (Puntata 3)     | NON superano le pre-auditions (Puntata 3)     | NON superano le pre-auditions (Puntata 3)     | NON superano le pre-auditions (Puntata 3)     | NON superano le pre-auditions (Puntata 3)     | NON superano le pre-auditions (Puntata 3)     | NON superano le pre-auditions (Puntata 3)     | NON superano le pre-auditions (Puntata 3)     | NON superano le pre-auditions (Puntata 3)     | NON superano le pre-auditions (Puntata 3)     | NON superano le pre-auditions (Puntata 3)     | NON superano le pre-auditions (Puntata 3)     | NON superano le pre-auditions (Puntata 3)     | NON superano le pre-auditions (Puntata 3)     | NON superano le pre-auditions (Puntata 3)     | NON superano le pre-auditions (Puntata 3)     | NON superano le pre-auditions (Puntata 3)     | NON superano le pre-auditions (Puntata 3)     | NON superano le pre-auditions (Puntata 3)     | NON superano le pre-auditions (Puntata 3)     | NON superano le pre-auditions (Puntata 3)     | NON superano le pre-auditions (Puntata 3)     | NON superano le pre-auditions (Puntata 3)     | NON superano le pre-auditions (Puntata 3)     | NON superano le pre-auditions (Puntata 3)     | NON superano le pre-auditions (Puntata 3)     | NON superano le pre-auditions (Puntata 3)     | NON superano le pre-auditions (Puntata 3)     | NON superano le pre-auditions (Puntata 3)     | NON superano le pre-auditions (Puntata 3)     | NON superano le pre-auditions (Puntata 3)     | NON superano le pre-auditions (Puntata 3)     | NON superano le pre-auditions (Puntata 3)     | NON superano le pre-auditions (Puntata 3)     |                                               |                                               |                                               |                                               |                                        |
| LB Prada       |           | NON superano le pre-auditions (Puntata 2) | NON superano le pre-auditions (Puntata 2) | NON superano le pre-auditions (Puntata 2) | NON superano le pre-auditions (Puntata 2)     | NON superano le pre-auditions (Puntata 2)     | NON superano le pre-auditions (Puntata 2)     | NON superano le pre-auditions (Puntata 2)     | NON superano le pre-auditions (Puntata 2)     | NON superano le pre-auditions (Puntata 2)     | NON superano le pre-auditions (Puntata 2)     | NON superano le pre-auditions (Puntata 2)     | NON superano le pre-auditions (Puntata 2)     | NON superano le pre-auditions (Puntata 2)     | NON superano le pre-auditions (Puntata 2)     | NON superano le pre-auditions (Puntata 2)     | NON superano le pre-auditions (Puntata 2)     | NON superano le pre-auditions (Puntata 2)     | NON superano le pre-auditions (Puntata 2)     | NON superano le pre-auditions (Puntata 2)     | NON superano le pre-auditions (Puntata 2)     | NON superano le pre-auditions (Puntata 2)     | NON superano le pre-auditions (Puntata 2)     | NON superano le pre-auditions (Puntata 2)     | NON superano le pre-auditions (Puntata 2)     | NON superano le pre-auditions (Puntata 2)     | NON superano le pre-auditions (Puntata 2)     | NON superano le pre-auditions (Puntata 2)     | NON superano le pre-auditions (Puntata 2)     | NON superano le pre-auditions (Puntata 2)     | NON superano le pre-auditions (Puntata 2)     | NON superano le pre-auditions (Puntata 2)     | NON superano le pre-auditions (Puntata 2)     | NON superano le pre-auditions (Puntata 2)     | NON superano le pre-auditions (Puntata 2)     | NON superano le pre-auditions (Puntata 2)     | NON superano le pre-auditions (Puntata 2)     | NON superano le pre-auditions (Puntata 2)     | NON superano le pre-auditions (Puntata 2)     | NON superano le pre-auditions (Puntata 2)     | NON superano le pre-auditions (Puntata 2)     | NON superano le pre-auditions (Puntata 2)     | NON superano le pre-auditions (Puntata 2)     | NON superano le pre-auditions (Puntata 2)     | NON superano le pre-auditions (Puntata 2)     | NON superano le pre-auditions (Puntata 2)     | NON superano le pre-auditions (Puntata 2)     | NON superano le pre-auditions (Puntata 2)     | NON superano le pre-auditions (Puntata 2)     | NON superano le pre-auditions (Puntata 2)     | NON superano le pre-auditions (Puntata 2)     | NON superano le pre-auditions (Puntata 2)     | NON superano le pre-auditions (Puntata 2)     | NON superano le pre-auditions (Puntata 2)     | NON superano le pre-auditions (Puntata 2)     | NON superano le pre-auditions (Puntata 2)     | NON superano le pre-auditions (Puntata 2)     | NON superano le pre-auditions (Puntata 2)     | NON superano le pre-auditions (Puntata 2)     | NON superano le pre-auditions (Puntata 2)     | NON superano le pre-auditions (Puntata 2)     | NON superano le pre-auditions (Puntata 2)     |                                               |                                               |                                               |                                               |                                        |
| Lehxon         |           | NON superano le pre-auditions (Puntata 2) | NON superano le pre-auditions (Puntata 2) | NON superano le pre-auditions (Puntata 2) | NON superano le pre-auditions (Puntata 2)     | NON superano le pre-auditions (Puntata 2)     | NON superano le pre-auditions (Puntata 2)     | NON superano le pre-auditions (Puntata 2)     | NON superano le pre-auditions (Puntata 2)     | NON superano le pre-auditions (Puntata 2)     | NON superano le pre-auditions (Puntata 2)     | NON superano le pre-auditions (Puntata 2)     | NON superano le pre-auditions (Puntata 2)     | NON superano le pre-auditions (Puntata 2)     | NON superano le pre-auditions (Puntata 2)     | NON superano le pre-auditions (Puntata 2)     | NON superano le pre-auditions (Puntata 2)     | NON superano le pre-auditions (Puntata 2)     | NON superano le pre-auditions (Puntata 2)     | NON superano le pre-auditions (Puntata 2)     | NON superano le pre-auditions (Puntata 2)     | NON superano le pre-auditions (Puntata 2)     | NON superano le pre-auditions (Puntata 2)     | NON superano le pre-auditions (Puntata 2)     | NON superano le pre-auditions (Puntata 2)     | NON superano le pre-auditions (Puntata 2)     | NON superano le pre-auditions (Puntata 2)     | NON superano le pre-auditions (Puntata 2)     | NON superano le pre-auditions (Puntata 2)     | NON superano le pre-auditions (Puntata 2)     | NON superano le pre-auditions (Puntata 2)     | NON superano le pre-auditions (Puntata 2)     | NON superano le pre-auditions (Puntata 2)     | NON superano le pre-auditions (Puntata 2)     | NON superano le pre-auditions (Puntata 2)     | NON superano le pre-auditions (Puntata 2)     | NON superano le pre-auditions (Puntata 2)     | NON superano le pre-auditions (Puntata 2)     | NON superano le pre-auditions (Puntata 2)     | NON superano le pre-auditions (Puntata 2)     | NON superano le pre-auditions (Puntata 2)     | NON superano le pre-auditions (Puntata 2)     | NON superano le pre-auditions (Puntata 2)     | NON superano le pre-auditions (Puntata 2)     | NON superano le pre-auditions (Puntata 2)     | NON superano le pre-auditions (Puntata 2)     | NON superano le pre-auditions (Puntata 2)     | NON superano le pre-auditions (Puntata 2)     | NON superano le pre-auditions (Puntata 2)     | NON superano le pre-auditions (Puntata 2)     | NON superano le pre-auditions (Puntata 2)     | NON superano le pre-auditions (Puntata 2)     | NON superano le pre-auditions (Puntata 2)     | NON superano le pre-auditions (Puntata 2)     | NON superano le pre-auditions (Puntata 2)     | NON superano le pre-auditions (Puntata 2)     | NON superano le pre-auditions (Puntata 2)     | NON superano le pre-auditions (Puntata 2)     | NON superano le pre-auditions (Puntata 2)     | NON superano le pre-auditions (Puntata 2)     | NON superano le pre-auditions (Puntata 2)     | NON superano le pre-auditions (Puntata 2)     |                                               |                                               |                                               |                                               |                                        |
| O’Tsunami      |           | NON superano le pre-auditions (Puntata 1) | NON superano le pre-auditions (Puntata 1) | NON superano le pre-auditions (Puntata 1) | NON superano le pre-auditions (Puntata 1)     | NON superano le pre-auditions (Puntata 1)     | NON superano le pre-auditions (Puntata 1)     | NON superano le pre-auditions (Puntata 1)     | NON superano le pre-auditions (Puntata 1)     | NON superano le pre-auditions (Puntata 1)     | NON superano le pre-auditions (Puntata 1)     | NON superano le pre-auditions (Puntata 1)     | NON superano le pre-auditions (Puntata 1)     | NON superano le pre-auditions (Puntata 1)     | NON superano le pre-auditions (Puntata 1)     | NON superano le pre-auditions (Puntata 1)     | NON superano le pre-auditions (Puntata 1)     | NON superano le pre-auditions (Puntata 1)     | NON superano le pre-auditions (Puntata 1)     | NON superano le pre-auditions (Puntata 1)     | NON superano le pre-auditions (Puntata 1)     | NON superano le pre-auditions (Puntata 1)     | NON superano le pre-auditions (Puntata 1)     | NON superano le pre-auditions (Puntata 1)     | NON superano le pre-auditions (Puntata 1)     | NON superano le pre-auditions (Puntata 1)     | NON superano le pre-auditions (Puntata 1)     | NON superano le pre-auditions (Puntata 1)     | NON superano le pre-auditions (Puntata 1)     | NON superano le pre-auditions (Puntata 1)     | NON superano le pre-auditions (Puntata 1)     | NON superano le pre-auditions (Puntata 1)     | NON superano le pre-auditions (Puntata 1)     | NON superano le pre-auditions (Puntata 1)     | NON superano le pre-auditions (Puntata 1)     | NON superano le pre-auditions (Puntata 1)     | NON superano le pre-auditions (Puntata 1)     | NON superano le pre-auditions (Puntata 1)     | NON superano le pre-auditions (Puntata 1)     | NON superano le pre-auditions (Puntata 1)     | NON superano le pre-auditions (Puntata 1)     | NON superano le pre-auditions (Puntata 1)     | NON superano le pre-auditions (Puntata 1)     | NON superano le pre-auditions (Puntata 1)     | NON superano le pre-auditions (Puntata 1)     | NON superano le pre-auditions (Puntata 1)     | NON superano le pre-auditions (Puntata 1)     | NON superano le pre-auditions (Puntata 1)     | NON superano le pre-auditions (Puntata 1)     | NON superano le pre-auditions (Puntata 1)     | NON superano le pre-auditions (Puntata 1)     | NON superano le pre-auditions (Puntata 1)     | NON superano le pre-auditions (Puntata 1)     | NON superano le pre-auditions (Puntata 1)     | NON superano le pre-auditions (Puntata 1)     | NON superano le pre-auditions (Puntata 1)     | NON superano le pre-auditions (Puntata 1)     | NON superano le pre-auditions (Puntata 1)     | NON superano le pre-auditions (Puntata 1)     | NON superano le pre-auditions (Puntata 1)     | NON superano le pre-auditions (Puntata 1)     | NON superano le pre-auditions (Puntata 1)     |                                               |                                               |                                               |                                               |                                        |
| Glauco         |           | NON superano le pre-auditions (Puntata 1) | NON superano le pre-auditions (Puntata 1) | NON superano le pre-auditions (Puntata 1) | NON superano le pre-auditions (Puntata 1)     | NON superano le pre-auditions (Puntata 1)     | NON superano le pre-auditions (Puntata 1)     | NON superano le pre-auditions (Puntata 1)     | NON superano le pre-auditions (Puntata 1)     | NON superano le pre-auditions (Puntata 1)     | NON superano le pre-auditions (Puntata 1)     | NON superano le pre-auditions (Puntata 1)     | NON superano le pre-auditions (Puntata 1)     | NON superano le pre-auditions (Puntata 1)     | NON superano le pre-auditions (Puntata 1)     | NON superano le pre-auditions (Puntata 1)     | NON superano le pre-auditions (Puntata 1)     | NON superano le pre-auditions (Puntata 1)     | NON superano le pre-auditions (Puntata 1)     | NON superano le pre-auditions (Puntata 1)     | NON superano le pre-auditions (Puntata 1)     | NON superano le pre-auditions (Puntata 1)     | NON superano le pre-auditions (Puntata 1)     | NON superano le pre-auditions (Puntata 1)     | NON superano le pre-auditions (Puntata 1)     | NON superano le pre-auditions (Puntata 1)     | NON superano le pre-auditions (Puntata 1)     | NON superano le pre-auditions (Puntata 1)     | NON superano le pre-auditions (Puntata 1)     | NON superano le pre-auditions (Puntata 1)     | NON superano le pre-auditions (Puntata 1)     | NON superano le pre-auditions (Puntata 1)     | NON superano le pre-auditions (Puntata 1)     | NON superano le pre-auditions (Puntata 1)     | NON superano le pre-auditions (Puntata 1)     | NON superano le pre-auditions (Puntata 1)     | NON superano le pre-auditions (Puntata 1)     | NON superano le pre-auditions (Puntata 1)     | NON superano le pre-auditions (Puntata 1)     | NON superano le pre-auditions (Puntata 1)     | NON superano le pre-auditions (Puntata 1)     | NON superano le pre-auditions (Puntata 1)     | NON superano le pre-auditions (Puntata 1)     | NON superano le pre-auditions (Puntata 1)     | NON superano le pre-auditions (Puntata 1)     | NON superano le pre-auditions (Puntata 1)     | NON superano le pre-auditions (Puntata 1)     | NON superano le pre-auditions (Puntata 1)     | NON superano le pre-auditions (Puntata 1)     | NON superano le pre-auditions (Puntata 1)     | NON superano le pre-auditions (Puntata 1)     | NON superano le pre-auditions (Puntata 1)     | NON superano le pre-auditions (Puntata 1)     | NON superano le pre-auditions (Puntata 1)     | NON superano le pre-auditions (Puntata 1)     | NON superano le pre-auditions (Puntata 1)     | NON superano le pre-auditions (Puntata 1)     | NON superano le pre-auditions (Puntata 1)     | NON superano le pre-auditions (Puntata 1)     | NON superano le pre-auditions (Puntata 1)     | NON superano le pre-auditions (Puntata 1)     | NON superano le pre-auditions (Puntata 1)     |                                               |                                               |                                               |                                               |                                        |
| Xhovana        |           | NON superano le pre-auditions (Puntata 1) | NON superano le pre-auditions (Puntata 1) | NON superano le pre-auditions (Puntata 1) | NON superano le pre-auditions (Puntata 1)     | NON superano le pre-auditions (Puntata 1)     | NON superano le pre-auditions (Puntata 1)     | NON superano le pre-auditions (Puntata 1)     | NON superano le pre-auditions (Puntata 1)     | NON superano le pre-auditions (Puntata 1)     | NON superano le pre-auditions (Puntata 1)     | NON superano le pre-auditions (Puntata 1)     | NON superano le pre-auditions (Puntata 1)     | NON superano le pre-auditions (Puntata 1)     | NON superano le pre-auditions (Puntata 1)     | NON superano le pre-auditions (Puntata 1)     | NON superano le pre-auditions (Puntata 1)     | NON superano le pre-auditions (Puntata 1)     | NON superano le pre-auditions (Puntata 1)     | NON superano le pre-auditions (Puntata 1)     | NON superano le pre-auditions (Puntata 1)     | NON superano le pre-auditions (Puntata 1)     | NON superano le pre-auditions (Puntata 1)     | NON superano le pre-auditions (Puntata 1)     | NON superano le pre-auditions (Puntata 1)     | NON superano le pre-auditions (Puntata 1)     | NON superano le pre-auditions (Puntata 1)     | NON superano le pre-auditions (Puntata 1)     | NON superano le pre-auditions (Puntata 1)     | NON superano le pre-auditions (Puntata 1)     | NON superano le pre-auditions (Puntata 1)     | NON superano le pre-auditions (Puntata 1)     | NON superano le pre-auditions (Puntata 1)     | NON superano le pre-auditions (Puntata 1)     | NON superano le pre-auditions (Puntata 1)     | NON superano le pre-auditions (Puntata 1)     | NON superano le pre-auditions (Puntata 1)     | NON superano le pre-auditions (Puntata 1)     | NON superano le pre-auditions (Puntata 1)     | NON superano le pre-auditions (Puntata 1)     | NON superano le pre-auditions (Puntata 1)     | NON superano le pre-auditions (Puntata 1)     | NON superano le pre-auditions (Puntata 1)     | NON superano le pre-auditions (Puntata 1)     | NON superano le pre-auditions (Puntata 1)     | NON superano le pre-auditions (Puntata 1)     | NON superano le pre-auditions (Puntata 1)     | NON superano le pre-auditions (Puntata 1)     | NON superano le pre-auditions (Puntata 1)     | NON superano le pre-auditions (Puntata 1)     | NON superano le pre-auditions (Puntata 1)     | NON superano le pre-auditions (Puntata 1)     | NON superano le pre-auditions (Puntata 1)     | NON superano le pre-auditions (Puntata 1)     | NON superano le pre-auditions (Puntata 1)     | NON superano le pre-auditions (Puntata 1)     | NON superano le pre-auditions (Puntata 1)     | NON superano le pre-auditions (Puntata 1)     | NON superano le pre-auditions (Puntata 1)     | NON superano le pre-auditions (Puntata 1)     | NON superano le pre-auditions (Puntata 1)     | NON superano le pre-auditions (Puntata 1)     |                                               |                                               |                                               |                                               |                                        |

### Pubblicazione delle puntate
| Puntata    | Titolo                               | Rapper ospiti                          | Data di distribuzione |
| ---------- | ------------------------------------ | -------------------------------------- | --------------------- |
| 1          | Dove tutto è iniziato                | Ernia, Lele Blade, Rocco Hunt, Squarta | 19 febbraio 2024      |
| 2          | Qua vengono tutti con il sogno       | Guè, Ketama126, Yung Snapp             | 19 febbraio 2024      |
| 3          | Tu ce l'hai, bro!                    | Lazza, Nayt                            | 19 febbraio 2024      |
| 4          | Sei vestito meglio di come rappi     | —                                      | 19 febbraio 2024      |
| 5          | La barra più faticosa della mia vita | —                                      | 26 febbraio 2024      |
| 6          | Io sui videoclip sono una iena       | Fred de Palma                          | 26 febbraio 2024      |
| Semifinale | I mostri sacri                       | Guè, Madame, Marracash, Noyz Narcos    | 26 febbraio 2024      |
| Finale     | Un solo vincitore                    | Nitro                                  | 4 marzo 2024          |

## Seconda edizione (2025)

### Concorrenti
| Rapper        | Rapper                       | Rapper | Rapper      | Rapper                       |
| Nome d'arte   | Nome                         | Età    | Auditions   | Classifica                   |
| ------------- | ---------------------------- | ------ | ----------- | ---------------------------- |
| Cuta          | Luca Olivari                 | 21     | Torino      | Vincitore                    |
| Nox           | Mohamed Naji                 | 22     | Londra      | Secondo classificato         |
| CamilWay      | Camillo Perini               | 23     | Locorotondo | Terzo classificato           |
| Eos           | Aurora Diotallevi            | 26     | Genova      | Eliminata in semifinale      |
| Amon          | Giuseppe Palomba             | 22     | Locorotondo | Eliminato ai Videoclip       |
| FlyKush       | Matteo Mosca                 | 24     | Milano      | Eliminati alle Battle        |
| Helena        | Helena Iracà                 | 26     | Pre-casting | Eliminati alle Battle        |
| Lina Simons   | Pasqualina De Simone         | 25     | Londra      | Eliminati alle Battle        |
| Nachelo       | Michelangelo Ravone          | 29     | Mar Ionio   | Eliminati alle Battle        |
| Vago          | Riccardo Bixio               | 25     | Genova      | Eliminati alle Battle        |
| Erness        | Ernesto De Simone            | 19     | Pre-casting | Eliminati al Cypher          |
| Joejoe        | Joel Mateus                  | 22     | Milano      | Eliminati al Cypher          |
| Krifal        | Leonardo Termini             | 21     | Genova      | Eliminati al Cypher          |
| Spampy        | Francesco Spampinato         | 20     | Pre-casting | Eliminati al Cypher          |
| Pitta         | Nicola Pittalis              | 26     | Pre-casting | Eliminati alle Auditions     |
| Rione         | Pasquale Carlo Napoletano    | 22     | Pre-casting | Eliminati alle Auditions     |
| DD            | Edisa Doka                   | 21     | Pre-casting | Eliminati alle Auditions     |
| Ayo Ally      | Alice Coppola                | 18     | Pre-casting | Eliminati alle Auditions     |
| Fiore Akamono | Andrea Fiorentino            | 19     | Pre-casting | Eliminati alle Auditions     |
| Jasmin        | Jasmin Rtimi                 | 26     | Pre-casting | Eliminati alle Auditions     |
| Leam          | Mattia Leandri               | 24     | Pre-casting | Eliminati alle Auditions     |
| Kiki          | Alice Chichi                 | 21     | Torino      | Eliminati alle Pre-Auditions |
| True Skill    | Michele Rossi                | 24     | Torino      | Eliminati alle Pre-Auditions |
| El3ven        | Dylan Pesarin                | 19     | Londra      | Eliminati alle Pre-Auditions |
| Kay Carter    | Matteo Angelino              | 20     | Mar Ionio   | Eliminati alle Pre-Auditions |
| 3Loads        | Vincenzo Trecarichi Scavuzzo | 18     | Locorotondo | Eliminati alle Pre-Auditions |

### Pubblicazione delle puntate
| Puntata    | Titolo                                      | Rapper ospiti                         | Data di distribuzione |
| ---------- | ------------------------------------------- | ------------------------------------- | --------------------- |
| 1          | Bella raga                                  | Willie Peyote, Sick Luke, Luchè       | 31 marzo 2025         |
| 2          | Mò vi dovete scannare, guagliò              | MadMan, Massimo Pericolo              | 31 marzo 2025         |
| 3          | L'ansia del rapper è sempre dietro l'angolo | —                                     | 31 marzo 2025         |
| 4          | Il rap game non perdona                     | —                                     | 31 marzo 2025         |
| 5          | Il macellaio ha affettato                   | Ensi                                  | 7 aprile 2025         |
| 6          | È la serata più bella del mondo             | Matteo Paolillo                       | 7 aprile 2025         |
| Semifinale | Vorrei vedere dell'alchimia                 | Kid Yugi, Ernia, Gemitaiz, VillaBanks | 7 aprile 2025         |
| Finale     | Tra i due litiganti, il rap gode            | Club Dogo                             | 14 aprile 2025        |